# Фатмир Скендер
Фатмир Скендер (на турски: Fatmir Skender, на македонска литературна норма: Фатмир Скендер) е виден юрист от Северна Македония от турски произход, член на Конституционния съд на страната.

## Биография
Роден е в 1966 година в град Дебър, Федерална Югославия, но по произход от е торбешкото село Мал Папрадник. Учи в Основното училище „Моше Пияде“ във Вапа (Център Жупа) и след това в гимназията „Здравко Чочковски“ в Дебър. Завършва Юридическия факултет на Скопския университет „Кирил и Методий“ в 1992 година и на 1 септември 1992 година започва работа в Републиканската геодезическа администрация - Скопие в отдела за проучване и кадастър в Дебър, като съветник. В 2001 година полага правосъден изпит. От 1 януари 2001 година до 15 май 2005 година заема длъжността секретар на община Център Жупа. От 2006 година до 31 август 2007 година работи като началник на отдел „Проучване и кадастър” в Дебър. От 1 септември 2007 до 23 април 2008 година работи като адвокат. От 24 април 2008 година до 31 декември 2013 година работи като ръководител на отделението за правни въпроси в община Център Жупа. От 2005 до 2007 година е за заместник-председател на общинската избирателна комисия в Център Жупа, а от 2011 година до февруари 2013 година е неин председател. От 1 януари 2014 година до октомври 2022 година работи като граждански съдия в Апелативния съд – Скопие. В 2017 година получава магистърска степен в областта на бизнес правото на тема: „Минимална възрастова граница за наемане на работа на млади хора“ в Университета „Американски колеж – UACS“ в Скопие.
На 8 октомври 2022 година по предложение на Социалдемократическия съюз на Македония Скендер заедно с Татяна Васич-Бозаджиева е избран за конституционен съдия.